# Ludwig Zehnder
Ludwig Louis Albert Zehnder (4 de mayo de 1854, Illnau-24 de marzo de 1949, Oberhofen am Thunersee) fue un físico suizo, inventor del interferómetro de Mach-Zehnder. Fue discípulo y amigo de Wilhelm Röntgen, y profesor de física en las universidades de Friburgo y Basilea.

## Vida y obra
Estudió ingeniería en Zúrich entre 1873 y 1875 sin titularse. Insatisfecho después de trabajar durante 15 años en una fábrica de aparatos eléctricos en Basilea, reinició su estudios de física en 1885 con Hermann von Helmholtz en Berlín. En unas vacaciones en Suiza conoció a Wilhelm Conrad Röntgen y a su esposa, y las parejas se hicieron amigas. 
Zehnder desistió de graduarse con Helmholtz, y se dirigió a su amigo Röntgen con este propósito (el mismo Röntgen, que no había completado la escuela secundaria, fue en este sentido más abierto). Recibió su doctorado en 1887 y se convirtió en asistente de Röntgen, que a partir de agosto de 1888 se trasladó a Wurzburgo.
Realizó un estudio de dos años de duración sobre los índices de refracción de los diferentes cuerpos en diversos estados de agregación con el interferómetro de Jamin. Sin embargo, con el fin de separar los dos haces de interferencia arbitrariamente, construyó un nuevo interferómetro refractor (denominado de Mach-Zehnder) que fue presentado en agosto de 1891. Ludwig Mach había diseñado un dispositivo similar independientemente, que anunció siete meses más tarde.
Zehnder fue un experimentador experto. Desarrolló la descarga luminiscente que lleva su nombre, y experimentó a finales del siglo XIX con tecnología de alta frecuencia.
Se opuso a la teoría de la relatividad y a la teoría cuántica, desarrollando su propia teoría mecánica del universo, que rápidamente extendió a finales del siglo XIX en libros de divulgación, lo que le aisló científicamente. Ya en 1890 su amigo Röentgen le advirtió en una carta acerca de su inclinación por la especulación sin base suficiente y se mantuvo repitiendo estas advertencias, pero Zehnder no cejó en sus intentos de desarrollar un enfoque con una visión del mundo basada en la mecánica clásica y en el concepto del éter elástico, siendo este el objeto principal de su interés por la física.
Poco después del descubrimiento de los rayos X (1895) y de las primeras radiografías del cuerpo humano (1896) de Röntgen, Zehnder hizo demostraciones en público del descubrimiento de Röntgen, y desarrolló y construyó sus propios dispositivos de rayos-X. En particular, construyó en Zúrich tubos de rayos X de metal en lugar de vidrio, reduciendo drásticamente la exposición a la radiación del personal médico.
Produjo las primeras imágenes del esqueleto proyectando rayos x a través del cuerpo humano.